# 산호게상과
산호게상과(Trapezioidea)는 십각목에 속하는 갑각류 상과의 하나이다. 산호와 공생하며 살고 있으며, 화석은 에오세까지 거슬러 올라간다.

## 하위 분류
- Domeciidae Ortmann, 1893
- Tetraliidae Castro, Ng & Ahyong, 2004
- 산호게과 (Trapeziidae) Miers, 1886